# 연립정부
연립정부(聯立政府, Coalition Government, 연정)는 의원내각제 국가에서 다수당이 과반수 의석을 확보하지 못했을 때 다른 정당과 함께 과반수를 채워 구성한 정부를 이르며 연립정권 또는 연정이라고도 한다.
비례대표제 선거제도를 채택하고 있는 국가에서 다당제가 될 가능성이 높기 때문에 연립정권이 발생할 가능성이 다수대표제에 비해 높다.

## 분류
연정은 참가하는 정당의 의석수에 따라 다음과 같이 분류할 수 있다.
- 과소연정: 연정을 구성하는 정당의 의석수가 과반수가 모자라더라도 정권에 참여하지 않지만 정부구성을 지지하는 정당에 의해 과소연정이 구성되기도 한다. 영국 보수당의 테레사 메이 총리가 2017년 총선에서 패해 과반을 잃은 후, 민주연합당의 지지 아래 총리 자리를 유지한 경우가 대표적인 예.
- 최소승리연정: 의석수가 산술적으로 과반수가 조금 넘도록 연립정부를 구성하는 형태
- 잉여연정: 의석분포에 따라 과반수가 훨씬 넘는 연정만이 가능한 경우나 정권의 안정을 확실하게 하기 위해 구성되는 형태 일본 민주당 하토야마 유키오 총리가 2009년 중의원 총선거에서 과반을 넘어선 압승으로 단독 정부 구성이 가능함에도 불구, 연정을 구성하여 정부를 성립시킨 경우가 대표적인 예.
- 대연정: 성향이나 이념이 다른 2개 이상의 정당이 연립 정권을 구성하는 형태. 독일의 독일 기독민주연합과 독일 사회민주당이 연정을 구성한 것이 그 예.
- 거국일치연정: 모든 정당이 정권에 참여하는 형태. 전쟁과 같은 위기 상황에 이루어짐. 제2차 세계대전중에 영국의 윈스턴 처칠 전시 내각이 대표적인 예.

## 같이 보기
- 신임 공급